# Mesembrius senegalensis
Mesembrius senegalensis är en tvåvingeart som först beskrevs av Macquart 1842.  Mesembrius senegalensis ingår i släktet Mesembrius och familjen blomflugor. Inga underarter finns listade i Catalogue of Life.